# فيرجيليو غودوي
فيرجيليو غودوي هو سياسي نيكاراغوي، ولد في 1 مايو 1934 في ماناغوا في نيكاراغوا، وتوفي في 17 نوفمبر 2016. نشط حزبياً في Independent Liberal Party (Nicaragua) ‏.